# 佐賀県道269号若宮鶴線
佐賀県道269号若宮鶴線（さがけんどう269ごう わかみやつるせん）は、佐賀県神埼市を通る一般県道である。

## 概要
神埼市神埼町城原から神埼市神埼町鶴に至る。旧・日の隈公園線。

### 路線データ
- 起点：佐賀県神埼市神埼町城原（二子交差点、佐賀県道31号佐賀川久保鳥栖線交点）
- 終点：佐賀県神埼市神埼町鶴（鶴交差点、佐賀県道21号三瀬神埼線交点、佐賀県道325号吉田鶴線終点）

## 路線状況

### 道路施設

#### 橋梁
- 冬井出橋（馬場川、神埼市）
- 川寄橋（城原川、神埼市）

## 地理

### 通過する自治体
- 神埼市

### 交差する道路
| 佐賀県道31号佐賀川久保鳥栖線                 | 神埼町城原 | 二子交差点 / 起点 |
| 佐賀県道21号三瀬神埼線 佐賀県道325号吉田鶴線 | 神埼町鶴   | 鶴交差点 / 終点   |

### 沿線
- 日の隈公園（終点付近）